# Belén Riquelme
Belén Riquelme es una actriz, cantante y directora de cine nacida en Valencia (España)                 

## Biografía
Actriz, autora, directora, cantante y compositora. Lincenciada por la Escuela Superior de Arte Dramático de Valencia, es actriz de cine, teatro tve y musicales.
Ha trabajado con los Directores Jordi Costa (La lava en los labios), Carlos Marques Marcet (La Mort de Guillem), José Luis García Berlanga ( Viva la vida) Norberto Ramos del Val (El cielo en el infierno, Querido Imbécil) y Miguel Ángel Font (Llagas y Sinsside) entre otros. 
En televisión se la ha podido ver en las series Cardo, serie de Atresplayer Centro Médico y Dorien ambas de RTVE. 
Después de estudiar cinematografía en Madrid, escribe y dirige PiñaColada, su primer cortometraje. Su siguiente trabajo como directora y guionista fue el capítulo piloto de la serie Cuarenteenager y a partir de ahí la mayoría de los videoclips de Limbo Cabaret, además de encargos a músicos de la escena indie.  
Más allá del cine y del teatro Belén Riquelme siempre ha estado vinculada a la música en muy diversos formatos. Se formó en canto moderno con José Mañó y canta jazz, pop, rock y otros estilos . Comenzó en Ars Post Ergum Introet,  después formó parte de Bukake grupo de punk rock, mejor maqueta en Disco Grande. También ha participado en Live acts y trabajado en diversos musicales . Vocalista y frontwoman del grupo femenino The Sheenas, formado íntegramente por mujeres que versionea a Ramones. En 2017 empezó a componer su primer álbum en solitario y lanzó la canción “Despedida a la Francesa”.
En 2021 protagoniza junto al actor  Ernesto Sevilla: La ambulancia y el dolor,  el último videoclip de Chucho
En 2022 lanza su propio grupo de música/ espectáculo: LIMBO CABARET, un cabaret concierto que protagoniza con canciones originales de su autoría, acompañada al piano por Gilberto Aubán.
En 2023 graba el  álbum “Vermut Barato” y los single y videoclips : “Cuerpesito de viernes “, “Sexo Comercial” y “San Bernardo” que ya se pueden disfrutar en todas las plataformas.
Actualmente está de gira y componiendo nuevas canciones para Limbo Cabaret. 

## Filmografía

### Cine
- Cardo Serie. Atresplayer. Directoras: Ana Rujas y Claudia Costafreda
- Molinos de viento. Director: Ana Victoria Pérez.
- La mort de Guillem.  Carlos Marques-Marcet.
- Viva la vida. Director: Jose Luis García Berlanga.
- El cielo en el infierno. Director: Norberto Ramos del Val.
- La lava en los labios.[5] Director: Jordi Costa.
- Los desórdenes sentimentales. Director: Ramón Alfonso.

### Televisión
- Centro Médico. RTVE
- Dorien. RTVE

### Cortometrajes
- Sinnside. Director: Miguel Ángel Font.
- Llagas. Director: Miguel Ángel Font.

### Videoclips
- “San Bernardo” Limbo Cabaret.
- La ambulancia y el dolor. Chucho. Fernando Alfaro.
- “Si tu me pidieras” Ciudad Jara.

- “Despedida a la Francesa”. Belén Riquelme
- “Cuerpesito de Viernes” Limbo Cabaret

### Webseries
- Cabanyal Z. Directorː Joan Alamar.
- Discreethearts. Directorː Miguel Ángel Font.

## Teatro
- El limbo de las cantantes: Director: Belén Riquelme.
- Querido Imbécil. Directorː Norberto Ramos del Val.
- Autocracia. Directorː. Directorː Armando Arjona.
- La Estrategia del Parchís. Directorː Abril Zamora.
- Edmund Kean. Directorː Hadi Kurich.
- Los amantes de Teruel. Directorː Hadi Kurich.
- Le tuteur d´Amour. Directoraː Belén Riquelme.[6]

## Musicales
- Azotéame. Directorː Nacho Mañó y José Mañó.
- El amor de Miss Amores.[7][8] Directorː Juli Disla.
- Festa Major. Directorː Manuel Maestro.
- Nostalgias. Directorː Alejandro Tortajada.
- La Viuda del Mar. Directoraː Belén Riquelme.